# Сосновское сельское поселение (Берёзовский район)
Сосновское сельское поселение — муниципальное образование в Берёзовского муниципального района Пермского края. Образовано в октябре 2005 года.

## География
Граничит с Берёзовским, Кляповским, Переборским сельскими поселениями. Центр поселения — село Сосновка — отдален от села Берёзовка на 18 км. Общая площадь поселения 312,77 кв. км.

## Население
На 01.01.2009 в 14 населенных пунктах проживали 1036 человек, в том числе:
| Наименование населенного пункта | Количество хозяйств | Количество зарегистрированных, чел. | Количество проживающих, чел. |
| ------------------------------- | ------------------- | ----------------------------------- | ---------------------------- |
| село Сая                        | 116                 | 343                                 | 298                          |
| село Сосновка                   | 92                  | 263                                 | 211                          |
| деревня Туясы                   | 67                  | 189                                 | 152                          |
| деревня Пуздрино                | 43                  | 127                                 | 99                           |
| деревня Берёзовая гора          | 20                  | 55                                  | 47                           |
| деревня Мартелы                 | 20                  | 52                                  | 46                           |
| деревня Потаницы                | 20                  | 72                                  | 53                           |
| деревня Нижние Исады            | 18                  | 49                                  | 50                           |
| деревня Малая Сосновка          | 11                  | 39                                  | 23                           |
| деревня Махтята                 | 10                  | 27                                  | 20                           |
| деревня Печатка                 | 7                   | 17                                  | 12                           |
| деревня Верхние Исады           | 5                   | 11                                  | 10                           |
| деревня Полчата                 | 5                   | 8                                   | 8                            |
| деревня Тараныш                 | 3                   | 9                                   | 7                            |

В общей численности населения:
- дети и подростки — 167 человек
- пенсионеры старше трудового возраста — 262 человека
- инвалиды в трудоспособном возрасте — 46 человек
- трудоспособное население — 561 человек.

Из общей численности трудоспособного населения работало 438 человек, из них:
- в сельском и лесном хозяйстве — 107 человек
- в бюджетной сфере — 86 человек
- пожарная охрана — 5 человек
- потребительский рынок товаров и услуг — 38 человек
- транспорт — 2 человека
- связь — 1 человек
- почта — 6 человек
- страховой агент — 2 человека
- работающих за пределами территории поселения — 190 человек

Численность неработающих составляет 123 человека, из них 109 человек состоит в центре занятости населения.

## Социальная инфраструктура
На территории сельского поселения расположены два детских образовательных учреждения:
- МОУ «Саинский детский сад»
- МОУ «Сосновская основная общеобразовательная школа — Детский сад»

В начальной школе обучается 39 человек, в среднем звене — 42 ребенка. В сельском поселении проживают 53 ребёнка дошкольного возраста, из них не посещают детский сад около половины — 26 детей. В Сосновской школе организован кабинет под краеведческий музей.
В муниципальном образовании работают два фельдшерско-акушерских пункта в сёлах Сая и Сосновка, в деревне Мартелы также в кабинете специалиста есть фельдшер.
Культурными учреждениями поселения являются Саинский ДК, Туясовский и Мартеловский клубы. Также в муниципальном образовании работают 2 библиотеки.

## Экономика
В сельском хозяйстве на 1 января 2009 года работали две организации (ООО «Труд» и ООО «Новый путь») со среднесписочной численностью 81 человек, а также два фермерских хозяйства. В личных подсобных хозяйствах содержалось коров 118, молодняка КРС 136, свиней 42, овец 124, коз 75, кроликов 53, птицы 1539, пчелосемей 263.
На территории поселения одна компания (ООО «Новис») занималась лесозаготовкой.

## Потребительский рынок товаров и услуг
В муниципальном образовании в сфере торговли работают 5 магазинов Берёзовского Райпо и 6 магазинов индивидуальных предпринимателей. Годовой объём розничной торговли составляет около 15 миллионов рублей.

## Флаг
Флаг утверждён 10 февраля 2010 года: «Прямоугольное полотнище с отношением ширины к длине 2:3, диагонально разделённое на четыре части: две белые (у свободного края и у древка), голубую у верхнего края и зелёную — у нижнего края полотнища; в белых частях изображены: у свободного края — берёза, у древка — сосна; изображения выполнены в зелёном, красном и сером цветах».